# Cooper Island (Zuid-Georgia en de Zuidelijke Sandwicheilanden)
Cooper Island is een klein onbewoond eiland in het zuiden van de Atlantische Oceaan, dat deel uitmaakt van Zuid-Georgië en de Zuidelijke Sandwicheilanden.

## Geografie
Cooper Island ligt aan de zuidoostelijke kant van Zuid-Georgië en wordt hiervan gescheiden door de 1,6 km brede Cooper Sound. Het hoogste punt ligt 416 m boven zeeniveau. Alle hogere delen van het eiland liggen boven de sneeuwgrens.

## Geschiedenis
Het eiland werd op 18 januari 1775 door James Cook ontdekt. Hij noemde het eiland naar een officier op de Resolution, een van de schepen die deel uitmaakten van de expeditie, Robert Cooper.

## Flora en fauna
Cooper Island is een van de weinige rat-vrije eilanden en het enige beschermde vogelbroedgebied van de Zuid-Georgische archipel. Op het eiland komen onder andere voor:sneeuwstormvogels, wenkbrauwalbatrossen, stormbandpinguïns en 20.000 macaronipinguïns. Ook leven er Kerguelenzeeberen.
De vegetatie op het eiland bestaat uit gras.